# Bellona-Klasse (1782)
Die Bellona-Klasse war eine Klasse von zehn 40-Kanonen-Fregatten der schwedischen Marine, die von 1782 bis 1858 in Dienst stand.

## Geschichte
Die schwedische Marine operierte hauptsächlich in den Gewässern der Nord- und Ostsee. In diesen konnte sich auf Grund der taktischen Bedingungen auch eine Fregatte gegen ein Linienschiff durchsetzen. Daher entwickelte man die Bellona-Klasse, welche bedeutend stärker gebaut und schwerer bewaffnet war als europäische Schiffe dieser Kategorie. Die Standardfregatten der anderen europäischen Marinen trugen als Hauptbewaffnung meist 12-Pfünder oder 18-Pfünder-Kanonen (siehe französische Concorde- und Hébé-Klasse), die Schiffe der Bellona-Klasse wurden hingegen mit 24-Pfündern-Kanonen bestückt.
Die Klasse wurde von Schiffbaumeister Fredrik Henrik af Chapman entworfen und von diesem zwischen 1782 und 1785 auf der Marinewerft Karlskrona gebaut.

## Einheiten
| Name     | Bauwerft               | Kiellegung       | Stapellauf        | Verbleib                                                      |
| -------- | ---------------------- | ---------------- | ----------------- | ------------------------------------------------------------- |
| Bellona  | Marinewerft Karlskrona | 18. Juli 1782    | 6. November 1782  | 1794 Neuaufbau (Rebuild), gesunken 1809                       |
| Minerva  | Marinewerft Karlskrona | 6. November 1782 | 31. März 1783     | 1789 verbrannt                                                |
| Venus    | Marinewerft Karlskrona | 31. März 1783    | 19. Juli 1783     | Am 1. Juni 1789 durch die russische Marine erbeutet           |
| Diana    | Marinewerft Karlskrona | 19. Juli 1783    | 2. September 1783 | 1802 abgebrochen                                              |
| Fröja    | Marinewerft Karlskrona | 1. Mai 1784      | 6. Juli 1784      | 1813 Neuaufbau (Rebuild), abgebrochen 1834                    |
| Thetis   | Marinewerft Karlskrona | 1. Juli 1784     | 28. August 1784   | 1795 Neuaufbau (Rebuild), abgebrochen 1818                    |
| Camilla  | Marinewerft Karlskrona | 28. August 1784  | 23. Oktober 1784  | abgebrochen 1798                                              |
| Galatea  | Marinewerft Karlskrona | 23. Mai 1785     | 9. Juli 1785      | 1812 Neuaufbau (Rebuild), abgebrochen 1854                    |
| Eurydice | Marinewerft Karlskrona | 9. Juli 1785     | 31. August 1785   | 1806 Neuaufbau (Rebuild) und 1826 Neuaufbau, abgebrochen 1858 |
| Zemire   | Marinewerft Karlskrona | 31. August 1785  | 21. Oktober 1785  | Am 4. Juli 1790 gesunken (Spießrutenlauf von Wyborg)          |

## Technische Beschreibung
Die Klasse war als Batterieschiff mit einem durchgehenden Geschützdeck konzipiert und hatte eine Länge von 46,32 Metern  (Geschützdeck), eine Breite von 11,88 Metern und einen Tiefgang von 5,3 Metern. Sie waren Rahsegler mit drei Masten (Fockmast, Großmast und Kreuzmast). Der Rumpf schloss im Heckbereich mit einem Heckspiegel, in den eine Galerie integriert war, die in die seitlich angebrachte Seitengalerie mündete. Die Beplankung war kraweel ausgeführt, das heißt, die Enden der Planken stießen stumpf aufeinander, so dass eine glatte Außenfläche entstand.
Die Bewaffnung bestand aus 40 Kanonen.
|        | Batteriedeck    | Backdeck       | Achterdeck     | Kanonen (Geschossgewicht) |
| ------ | --------------- | -------------- | -------------- | ------------------------- |
| Design | 26 × 24-Pfünder | 14 × 6-Pfünder | 14 × 6-Pfünder | 40 Kanonen (150,498 kg)   |